# Ayuntamiento de Wallsend
El Ayuntamiento de Wallsend es un recinto municipal en High Street East en Wallsend, Tyne and Wear, Inglaterra, Reino Unido. El ayuntamiento, que fue la sede principal del Consejo de North Tyneside desde 1974 hasta 2008, es un edificio catalogado de Grado II.

## Historia
Después de que Wallsend se incorporó como distrito municipal en 1901, los nuevos líderes cívicos llegaron a reunirse inicialmente en el salón masónico en Station Road en Wallsend, que se había completado en 1893. Después de encontrar este arreglo inadecuado, los líderes cívicos decidieron adquirir edificios municipales especializados: el sitio que seleccionaron fue un terreno abierto en el lado sur de High Street East.
La primera piedra del nuevo edificio fue colocada por el alcalde, William Boyd, en 1907. Dicho edificio fue diseñado por EFW Liddle y PL Brown en estilo barroco eduardiano, fue construido con un costo de £ 15,557 y fue inaugurado oficialmente por el concejal George Allan en septiembre de 1908. El diseño involucró una fachada principal asimétrica con nueve bahías que daban a High Street East con las bahías finales proyectadas hacia adelante como pabellones; el cuerpo central, que sobresalía ligeramente, presentaba un portal de medio punto en la planta baja, un balcón y una triple ventana en el primer piso y un frontón abierto que contenía el escudo de la ciudad arriba.  En la parte derecha hay dos bahías que estaban retranqueadas y otras dos bahías que se curvaban hacia Lawson Street. El arquitecto instaló una torreta y una cúpula sobre la sección curva, y un reloj saliente, que había sido un regalo de William Boyd, se instaló en la cara del pabellón de la derecha. Internamente, la sala principal estaba compuesta por la cámara del consejo que incorporaba nueve vidrieras, cada una de las cuales representaba dos escudos heráldicos de relevancia local.
La reina Isabel II, acompañada por el duque de Edimburgo,asistió al ayuntamiento y saludó a la multitud desde el balcón el 29 de octubre de 1954.
El ayuntamiento continuó sirviendo como sede del Ayuntamiento de Wallsend y se convirtió en la sede local del gobierno del Ayuntamiento de North Tyneside en 1974. Continuó siendo el lugar de reunión del consejo hasta que se mudó a un nuevo local en Cobalt Business Park en 2008. Después de llevar a cabo una consulta local en la primavera de 2009, el consejo estableció que se daría un amplio apoyo para renovar el ayuntamiento y encontrarle un uso alternativo. El ayuntamiento, que había superado las necesidades, se vendió a un promotor, Sovereign Adavo, en 2014 y en febrero de 2015 se completó un programa de obras para convertir el edificio para fines comerciales.